# 张纯如纪念馆
33°36′36″N 119°03′20″E / 33.60988°N 119.05543°E
张纯如纪念馆（英語：Iris Chang Memorial Hall）是一座位于江苏省淮安市淮阴区的纪念馆。

## 历史
2017年4月7日建成开馆，张纯如的父亲张绍进、母亲张盈盈出席落成仪式。地址位于江苏省淮安市清江浦区南昌北路，毗邻东方母爱公园，占地面积36,000平方米，展厅面积1,000平方米。之后与吴健雄陈列馆、南京拉贝故居结成友好馆。

## 营业时间
- 周二至周日：上午九点至下午五点
- 周一闭馆